# Triathlon Québec
 (juin 2019).
Triathlon Québec, basée à Montréal au Canada, créé en 1988 est la fédération sportive officielle qui gère les  sports du triathlon, duathlon, aquathlon, cross triathlon, triathlon d'hiver, paratriathlon, aquabike.

## Historique
Triathlon Québec est la fédération sportive mandatée par le gouvernement du Québec pour promouvoir et développer le triathlon et ses variantes. C'est un organisme à but non lucratif créé en 1988.

## Séries sportives

### Série Grand Prix
La série Grand Prix est la série la plus prestigieuse au Québec. Elle permet aux athlètes juniors (16 à 19 ans) élites  d’accumuler des points dans un circuit de compétitions sur divers formats. La série offre l’opportunité aux athlètes de développer des habiletés techniques et tactiques que l’on retrouve dans les compétitions de niveau supérieur. L'épreuve vélo se fait avec aspiration-abri autorisé (drafting), sauf avis contraire.

### Coupe Québec
La série Coupe Québec est la série la plus prestigieuse chez les jeunes et les groupes d’âge au Québec. Elle permet aux athlètes d’accumuler des points dans un réseau de compétitions. Les clubs peuvent également accumuler des points pour le championnat des clubs. La série est ouverte à partir de 12 ans en triathlon et de 16 ans en duathlon.

### Super Série
La Super Série est la série pour les athlètes les plus « crinqués » du Québec et de partout dans le monde. Elle permet aux athlètes, peu importe leur provenance, de vivre des expériences de course uniques et d’accumuler des points dans un réseau de compétitions de grande qualité. Les épreuves de cette série sont hors-normes et toutes avec sillonnage. Le vélos de route est donc obligatoire.

### Série collégiale/universitaire
La série collégiale/universitaire de Triathlon Québec permet aux  établissements d’enseignement supérieur d’accumuler des points dans un réseau de compétitions via leurs athlètes affiliés. Les formats de course sont variés : sprint avec ou sans sillonage, contre-la-montre, aquathlon, ou encore le relais mixte par équipe. Le calendrier de la série suit l’année collégiale et universitaire.

### Série Découverte
Un événement « D3couverte » offre, en plus des épreuves normales de triathlon, des distances réduites pour permettre aux jeunes et moins jeunes de s’initier et de découvrir le triathlon.

### Triathlon Scolaire
Le programme Triathlon Scolaire est un programme gratuit offert par Triathlon Québec. Un support aux intervenants en milieu scolaire qui souhaite organiser un triathlon dans leur milieu. Depuis 2012, ce programme connaît une croissance importante. Pour la saison 2018, 62 triathlons scolaires ont eu lieu,  touchant plus de 17 700 jeunes à travers le Québec. Une augmentation de participations d’environ 1500 jeunes comparés à l’année 2017.

## Défi 12 heures
Le « Défi 12 heures », est un événement de collecte de fonds annuel, qui est organisé par Triathlon Québec. La première édition de l'événement se déroule en 2017. L'objectif est d'amasser des fonds afin de financer le programme des triathlons scolaires. Le porte parole de l'événement est l'humoriste Maxim Martin.

## Honneur
En 2015, Triathlon Québec remporte le « Prix Maurice » de fédération sportive de l'année lors du gala SportsQuébec.